# Вестмінстер (Каліфорнія)
Вестмінстер (англ. Westminster) — місто (англ. city) в США, в окрузі Орандж штату Каліфорнія. Населення — 90 911 особа (2020).

## Географія
Вестмінстер розташований за координатами 33°45′8″ пн. ш. 117°59′38″ зх. д. / 33.75222° пн. ш. 117.99389° зх. д. (33.752153, -117.993755). За даними Бюро перепису населення США в 2010 році місто мало площу 26,03 км², уся площа — суходіл.

### Клімат
| Клімат : Вестмінстер                        | Клімат : Вестмінстер | Клімат : Вестмінстер | Клімат : Вестмінстер | Клімат : Вестмінстер | Клімат : Вестмінстер | Клімат : Вестмінстер | Клімат : Вестмінстер | Клімат : Вестмінстер | Клімат : Вестмінстер | Клімат : Вестмінстер | Клімат : Вестмінстер | Клімат : Вестмінстер | Клімат : Вестмінстер |
| Показник                                    | Січ.                 | Лют.                 | Бер.                 | Квіт.                | Трав.                | Черв.                | Лип.                 | Серп.                | Вер.                 | Жовт.                | Лист.                | Груд.                | Рік                  |
| Середній максимум, °C                       | 20,6                 | 21,1                 | 21,7                 | 23,3                 | 23,9                 | 26,1                 | 28,3                 | 28,9                 | 28,3                 | 26,7                 | 23,3                 | 21,1                 | 24,5                 |
| Середній мінімум, °C                        | 8,3                  | 8,9                  | 10                   | 11,1                 | 13,3                 | 15,6                 | 17,2                 | 17,8                 | 17,2                 | 14,4                 | 10,6                 | 7,8                  | 12,7                 |
| Норма опадів, мм                            | 81                   | 77                   | 71                   | 17                   | 6                    | 3                    | 1                    | 3                    | 9                    | 9                    | 30                   | 45                   | 352                  |
| ------------------------------------------- | -------------------- | -------------------- | -------------------- | -------------------- | -------------------- | -------------------- | -------------------- | -------------------- | -------------------- | -------------------- | -------------------- | -------------------- | -------------------- |
| Джерело: www.intellicast.com, вересень 2017 |                      |                      |                      |                      |                      |                      |                      |                      |                      |                      |                      |                      |                      |

## Демографія
Згідно з переписом 2010 року, у місті мешкала 89 701 особа в 26 164 домогосподарствах у складі 20 477 родин. Густота населення становила 3447 осіб/км². Було 27650 помешкань (1062/км²).
Расовий склад населення:
| - 47,5 % — азіатів - 35,7 % — білих - 0,9 % — чорних або афроамериканців - 0,4 % — вихідців з тихоокеанських островів - 0,4 % — корінних американців - 11,4 % — осіб інших рас |

До двох чи більше рас належало 3,6 %. Частка іспаномовних становила 23,6 % від усіх жителів.
За віковим діапазоном населення розподілялося таким чином: 23,3 % — особи молодші 18 років, 62,4 % — особи у віці 18—64 років, 14,3 % — особи у віці 65 років та старші. Медіана віку мешканця становила 38,7 року. На 100 осіб жіночої статі у місті припадало 97,8 чоловіків; на 100 жінок у віці від 18 років та старших — 96,4 чоловіків також старших 18 років.
Середній дохід на одне домашнє господарство становив 74 237 доларів США (медіана — 53 455), а середній дохід на одну сім'ю — 78 150 доларів (медіана — 57 194). Медіана доходів становила 44 106 доларів для чоловіків та 37 827 доларів для жінок. За межею бідності перебувало 17,8 % осіб, у тому числі 22,7 % дітей у віці до 18 років та 15,9 % осіб у віці 65 років та старших.
Цивільне працевлаштоване населення становило 42 107 осіб. Основні галузі зайнятості: освіта, охорона здоров'я та соціальна допомога — 17,4 %, виробництво — 16,5 %, роздрібна торгівля — 11,7 %, мистецтво, розваги та відпочинок — 11,0 %.